# Tournoi de Bruges
Le tournoi de Bruges est un tournoi s'étant déroulé le 11 mars 1393 à Bruges, capitale des Flandres sous le règne des ducs de Bourgogne. Il oppose 49 hommes d'armes de Jean IV van der Aa, dit Jean de Bruges, seigneur de Gruuthuse à 48 hommes d'armes de Jean VI de Ghistelles,.
Louis de Gruuthuse, fait réaliser, plus tard, un manuscrit enluminé qui rend hommage à son père.

## Contexte
La Famille d'Aa, puissante famille noble du duché de Brabant qui s'est alliée à la Famille de Ghistelles, famille féodale des Pays-Bas méridionaux avec le mariage entre Jean II d'Aa, seigneur de la Gerthuse et de Grimbergen et Marguerite de Ghistelles organise en 1393 un tournoi entre Jean IV van der Aa et Jean VI de Ghistelles.

## Le tournoi

### Règles et préparations du tournoi

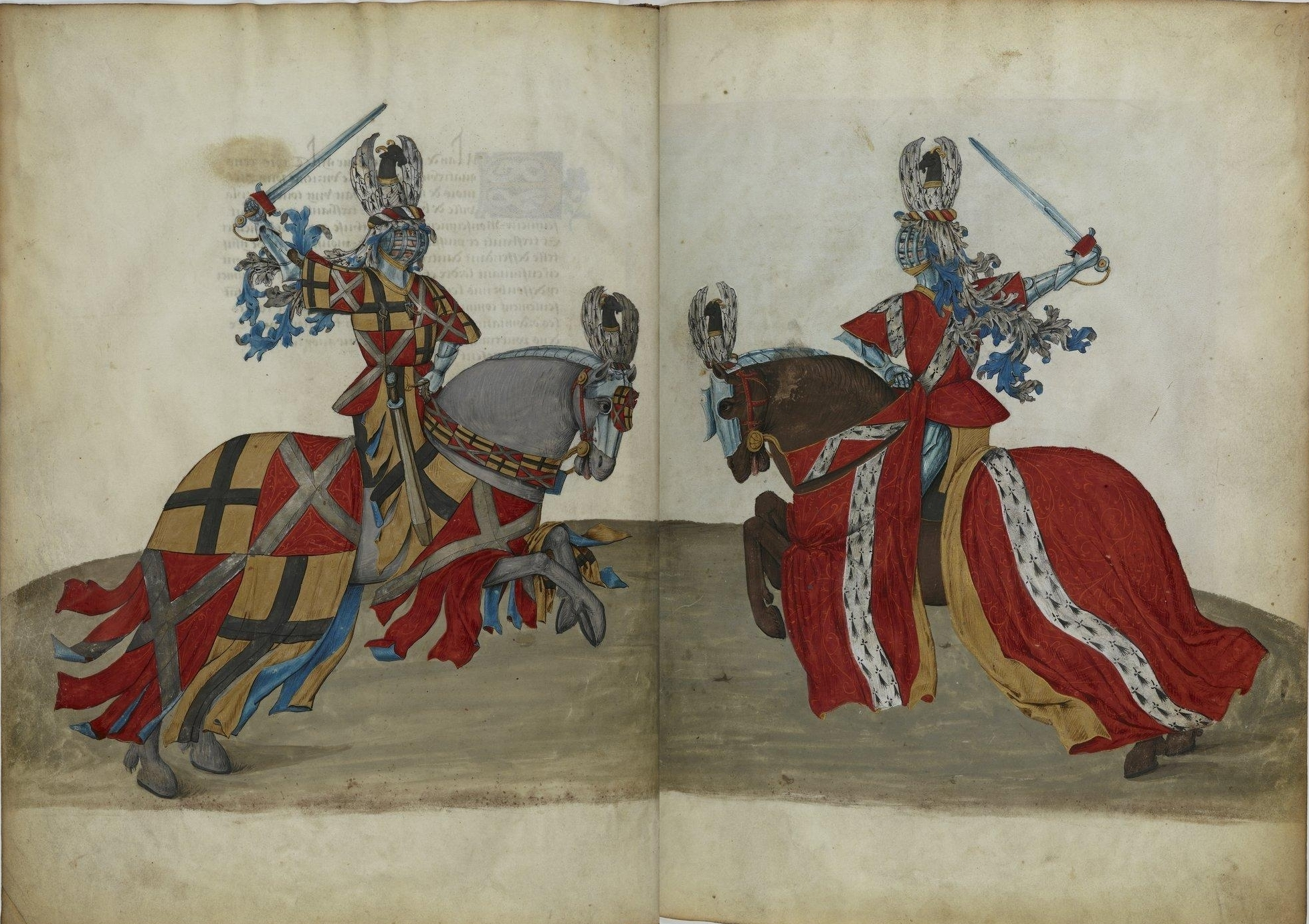
Jean IV Van der Aa seigneur de Bruges de La Gruthuse et Jean VI de Ghistelles disputant le Tournoi de Bruges, le 11 mars 1393. (BnF : Manuscrit Fr.2693).

Le combat a lieu à Bruges, le 11 mars 1393 sur la grande place de la ville,.

### Forces en présence

#### Jean IV van der Aa
Les combattants côté Aa sont issues des premières familles flamandes et françaises,. On retrouve en seconde ligne, Jean IV van der Aa (Jan vanden Gruthuse) et son frère Guidolphe de  Gruuthuse (Ghidolf vanden Gruthuse).

Première ligne, De Bastaert Parys, Wouters van Weldene, Jan van Brandeghem, Jan van Rokeghem, Mer Robrecht van Leverghem, Hendrick van Berghen B. (Bastaert), Wouters van Ranst, Rasse van Godegont, Willem van Hersele et Mer Heinric van Berghen.
Seconde ligne, Mer Rasse van Renty, Robrecht de Ronc, Jan Gherolf, Hector vander Gracht (Bastaert), Arnoud van Zweveghem, Ghidolf vanden Gruthuse, Heere van Steenhuse, Jan vanden Gruthuse et Jan vander Haghe.
Troisième ligne, Philips vander Couderbuerch, Wouter van Wuighene, Mer Heinric Eraenhals, Louis vanden Berghe, Lievin van Steelant, Ywein van Straten, Jan van Bochout, Mer Louis van Moerkerke, Mer Jan van Dudzeele et Guyot van Caumont.
Quatrième ligne, Joris Hoste, Jacob Breidel, Baltazar Langheraed (zone), Everaert Rinvisch, Lodewic van Aertrike, Philips van Aertrike, De Bastaert uten Zwane, De Bastaert uten Zwane, Galoys van Massemeyn (Bastaert) et Reynier van Hersele.
Cinquième ligne, Jan Caerlier, Achard van Dorneke, Jan de Crombeke, Jacob de Crombeke, Willem de Crombeke, Jan van Temseke, Ruuschaert Boni (ou Boui) Bastaert, Lodewic Metteneye, Jacob Broolor et Pieter Metteneye.

#### Jean VI de Ghistelles
Les combattants côté Ghistelles sont issues des premières familles flamandes et françaises. On retrouve en première ligne, Wolfart de Ghistelles,,. On ne trouve pas de Wolfart de Ghistelles (ou Wulfart) à cette période comme le précise Joseph Van Praet dans son ouvrage intitulé Les recherches sur Louis de Bruges, seigneur de la Gruthuyse car Wolfart est le nom de joute de Jean VI.

Première ligne, Mer Willem van Halewyn, Mer Perchevael van Halewyn, Mer Olivier van Halewyn, Mer Willem van Nevele, Mer Jan Blankaert, Mer Jan van Lembeke, Mer Daniel van Halewyn, Wulfart de Ghistelles, Ostelet van den Casteele et Jan van Regaersvliete.
Seconde ligne : Jan Scone Jans, Jan van Varsenare, Tristram van Messeem, Victor van Yabeke, Jan Vander Beerst, Boudin de Marescalt, Hostin Faucket van Dorneke, Pauwels dele Bassecort, Mer Joris van Braderic et Jacob van Aertrike.
Troisième ligne, Joris van Rysele, Jan Vander Buerse, Jacob Vlamyng, Pieter vander Stove, Godscale Perkelmoes, Zeger vanden Walle, Gillis Braderic, Jan vander Brueghe et Jan de Maetsenaere.
Quatrième ligne, Rivin van Rysele, Jacob van Mêlant, Rubbrecht Scotelaere, Lieven Scotelaere, Everaed Goedeve, Philips de Vul, Hostin Fauchet van Dorneke, Pauwels dele Bassecort et Michiel van Assenede.
Cinquième ligne, Michiel van Derleke, Franse Slinger, Mer Jan Belle, Mer Clais Belle, Mer Cornelis vande Heechoute, Franse van Dixmude, Roelant van Levendeghem, Willem van Ravenscote, Simoen vanden Hole et Jan vanden Hole.

## Déroulement
Le vainqueur reçoit un prix qui est offert par l'adversaire. Le seigneur de Gruuthuse offre une épée à garde d'or et le seigneur de Ghistelles offre un casque doré aux lambrequins de sinople, de gueules, d'azur et d'or.

## Conséquences
Ce fut sans doute pour conserver le souvenir du tournoi de 1393, que Bruges institue, à partir de 1417, les joutes ou tournois de la société dite de l’Ours blanc, dont le chef, ou plutôt celui qui y remportait le prix de valeur et d’adresse, était pendant l’exercice de ses fonctions, qui durait un an, qualifié de Forestier, en mémoire des anciens gouverneurs de la Flandre, que les rois de France, avaient revêtus de ce titre.
Près d'un siècle après, Louis de Gruuthuse à Bruges fait réaliser une copie du Livre des tournois de René d'Anjou vers 1480-1488 auquel il fait ajouter un chapitre consacré spécifiquement au tournoi de Bruges (BNF, Fr.2693), rendant ainsi hommage à son ancêtre. Il pourrait s'être procuré le manuscrit original du duc d'Anjou (BNF, Fr.2695) par l'intermédiaire de son fils Jean V de Bruges de La Gruuthuuse qui a assuré les charges de sénéchal d'Anjou à partir de 1480 et capitaine du Château d'Angers en 1484. Il fait également réaliser une seconde copie qu'il offre au roi de France Charles VIII (BNF, Fr.2692),.